# مانويلا مالاسانيا (محطة مترو أنفاق مدريد)
مانويلا مالاسانيا (بالإسبانية: Manuela Malasaña)‏ هي محطة مترو أنفاق في مدريد في إسبانيا، تقع على الخط رقم 12.